# De Doelen

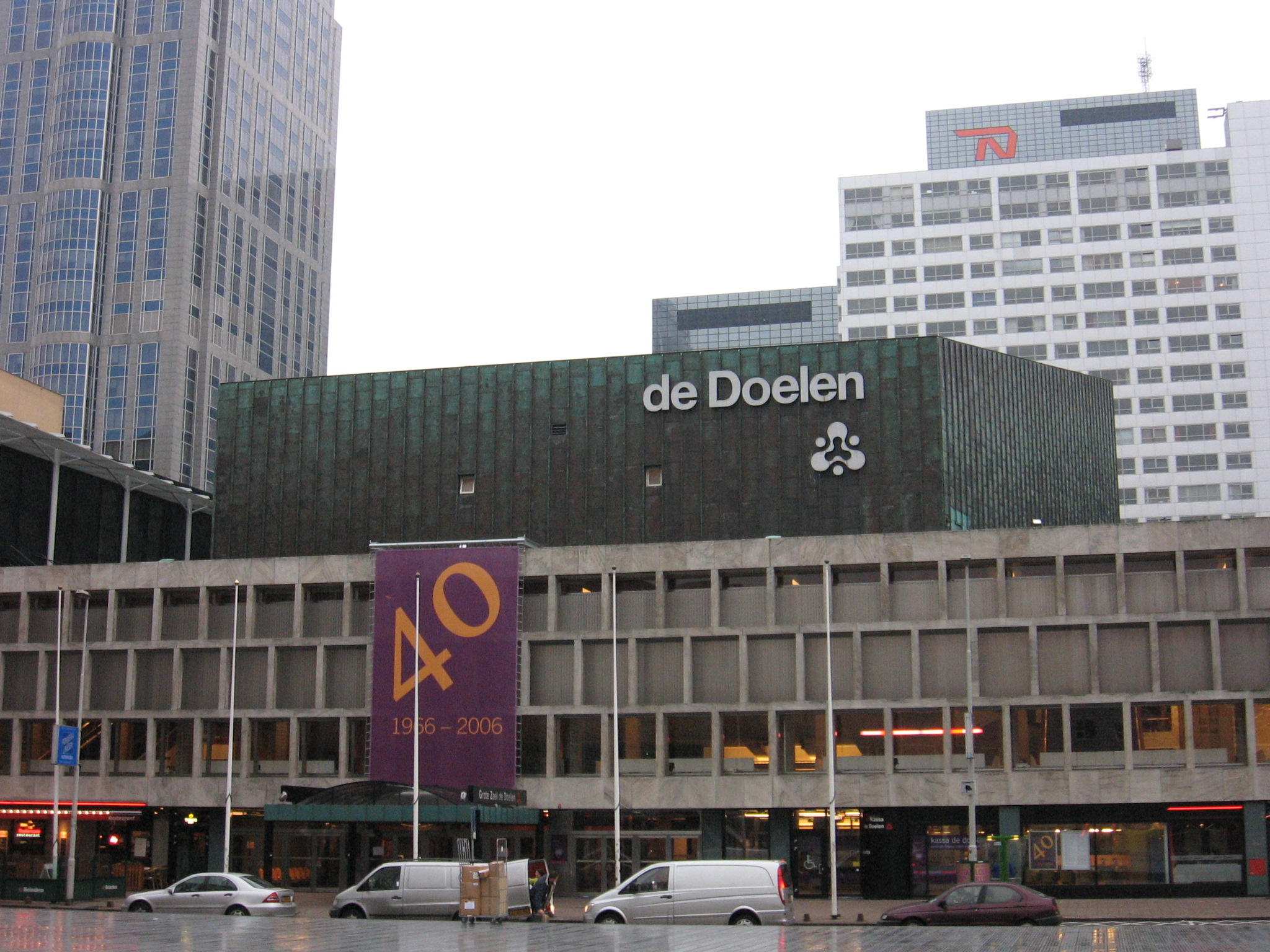
De Doelen.

De Doelen es una sala de conciertos y centro de convenciones situada en Róterdam, en los Países Bajos. Fue construida originalmente en 1934, destruida en 1940 durante los bombardeos de la Segunda Guerra Mundial y reconstruida en 1966. 
Tiene una variedad de instalaciones, entre ellas la Grote Zaal, una gran sala de conciertos con 2200 asientos que también puede ser usada como centro de convenciones. Actualmente es sede de la Orquesta Filarmónica de Róterdam.